# عمر ديفيز
عمر ديفيز (بالإنجليزية: Omar Davies)‏ هو سياسي جامايكي، ولد في 28 مايو 1947. حزبياً، نشط في حزب الشعب الوطني ‏. وقد انتخب عضو مجلس نواب جامايكا.